# Ludwig Simon

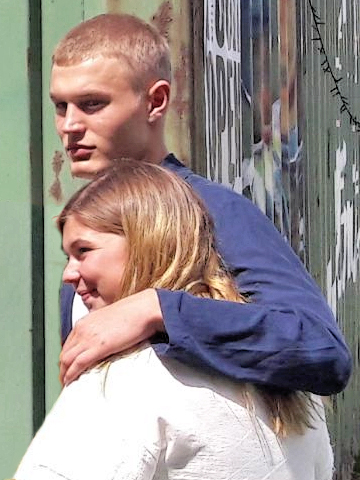
Ludwig Simon

Ludwig Simon, född 22 december 1996 i Berlin, är en tysk skådespelare. Han är i Sverige mest känd för huvudrollen i tv-serien Drömmarnas hus på SVT samt tv-serien We Are the Wave på Netflix. Vidare har han synts i mindre roller i Charité (Netflix) och Fallet Collini (SVT).

## Tv-serier/filmer (urval)
- 2018: Beat (TV-serie)
- 2019: Charité (säsong 2) - Soldaten Lohmann
- 2019: Fallet Collini
- 2019: We Are the Wave - Tristan
- 2022: Drömmarnas hus